# Els Clots (Segan)
Els Clots és un clot, una petita vall tancada, del terme municipal de Conca de Dalt, a l'antic terme d'Hortoneda de la Conca, al Pallars Jussà. Pertany a l'àmbit de l'antiga caseria de bordes de Segan.
Estan situats a prop i al sud-est de les Bordes de Segan, entre la Serra de la Travessa, que queda a migdia, i el Serrat dels Boix de la Serra, que és al nord. Travessa els Clots el Camí de les Bordes de Segan.